# 澤萊納羅夏 (聶伯彼得羅夫斯克州)
48°14′39″N 36°17′12″E / 48.24417°N 36.28667°E
澤萊納羅夏（羅馬化：Zelena Roshcha）是烏克蘭的村落，位於該國中部第聶伯羅彼得羅夫斯克州，由錫內利尼科韋區負責管轄，處於恰普利納河右岸，距離達奇內和科帕尼2公里，2001年人口18。